# Itoiz
Pour les articles homonymes, voir Itoiz (homonymie).
Itoiz est un groupe de pop rock basque, originaire de Mutriku, au Pays basque espagnol. Fondé officiellement en 1978, le groupe se sépare en 1988.

## Biographie
Bien que le groupe ait été dénommé Itoiz en 1978 pour le lancement de son premier album Itoiz, il était déjà connu auparavant sous le nom de Indar Trabes, créé en 1974. Dans la première phase du groupe, le rock progressif, le jazz et différents styles sont dominés par le son de l'expérimentation. Le premier album du même groupe fait l’objet de nombreuses critiques, se caractérise par du rock basque et s'inspire d’autres groupes et artistes internationaux tels que Jethro Tull, Mike Oldfield, Santana, etc.). En revanche, malgré un accueil chaleureux de la part des critiques, la carrière du groupe n’est pas dans la même veine : certains membres du groupe doivent effectuer leur service obligatoire à l’armée, et le chanteur et compositeur Juan Carlos Perez accepte difficilement les performances.
En 1980, sort leur deuxième album, Ezekiel, un album concept. Alkolea (1982) améliore les défauts techniques des albums précédents et conserve le style symphonique ; Mais Marilyn, dans une chanson en rimes, emboite le pas vers le pop rock.
En 1983, le guitariste Jean-Marie Ecay rejoint le groupe. Il commence rapidement à lier une relation étroite et créative avec Juan Carlos Perez. Dans cette nouvelle étape, ils abandonnent la musique symphonique et le rock progressif. « Nous utilisons désormais le rock progressif rythmique pour créer des chansons, et Jean Marie nous a fait connaitre le groupe Fleetwood Mac, que nous ne connaissions pas jusque-là. Nous avons réalisé de petites œuvres d'art conceptuelles, des chansons de longue date », explique JC Perez. L'album est bien accueilli de la part de l'auditeur et la critique.
En 1987, Perez se retrouve fatigué des conflits qui règnent au sein du groupe. Il décide de mettre un terme au groupe avec un concert à Getxo, où il publie un double album live (Eremuko Dunen Atzetik Dabil...) en 1988.

## Style musical
Itoiz a fortement marqué toute une génération des années 1974 à 1985 et au-delà. Ses mélodies sont maintenant chantées dans les écoles par les enfants de cette génération. Ses influences sont variées : The Police, Pat Metheny, The Clash, musique celtique... Sans avoir été marqué politiquement, ce groupe a été le premier à être simplement basque.

## Membres
- Juan Carlos Perez - guitare, voix
- Foisis (Jose Garate) - basse
- Jose A. Fernandez - piano, claviers (jusqu'en 1985)
- Estanis Osinalde - batterie (jusqu'en 1979)
- Joseba Erkiaga - flûte (jusqu'en 1982)
- German Ors - guitare (1981-1983)
- Jimmi Arrabit - Batterie (à partir de 1982), participe aussi au groupe Sustraia
- Jean-Marie Ecay - guitare (1983-1985), a aussi joué pour Nougaro
- Xabi Pery - (1987-1988)
- Mario Vilas - piano (1985 - 1986) (membre de Gazteok en 1981 -83)